# Новий Буг
Нови́й Буг (МФА: [ˈnɔʋei̯ buɦ] ( прослухати); колишні назви — Куца Балка, Семенівка, Новопавлівка) — місто в Україні, адміністративний центр Новобузької міської громади Баштанського району Миколаївської області. Новобузькій міській громаді підпорядковані села Добра Воля, Загальна Користь, Новосілля, Петрівка, Станційне

## Назва
Новий Буг (з середини і до кінця XVIII століття — Куца Балка, до 1810 року — Семенівка, до 1832 р. — Новопавлівка). З 1832 року отримало назву Новий Буг. З 7 березня 1923 року — місто районного підпорядкування, адміністративний центр Новобузького району. 

## Географія
Місто Новий Буг розташоване за 100 км від обласного центру та 32 км від районного центру. Через місто пролягає автошлях національного значення Н11 та бере початок автошлях регіонального значення Р55, на перетині автошляхів Миколаїв — Кривий Ріг та Вознесенськ — Кривий Ріг Відстань до Києва — 480 км (автошляхами). Розташований за 100 км на північ від міста Миколаїв і за 5 км від однойменної залізничної станції на лінії Миколаїв — Долинська. На північно-східній околиці міста бере початок Балка Куца.

## Історія
На території нинішнього Нового Бугу виявлені залишки поселень епохи неоліту і пізньої бронзи (V—II тисячоліття до н. е.). Досліджені скіфські поховання (VI ст. до н. е.).
У середині XVIII століття на території населенного пункту містився зимівник запорозького козака Куцого (звідси первинна назва поселення — Куца Балка). На рубежі XVIII—XIX століть впродовж Куцої Балки виникло декілька хуторів, які засновані переселенцями з Полтавщини, Чернігівщини, з Курської губернії, Бессарабії. Хутори поступово злилися з селом Куца Балка, яке стало називатися по імені одного з поселенців Семенівкою. У 1810 році біля цього села оселилися заможний господар Павло Тріска з села Петрівок Олександрійського повіту Херсонської губернії і 119 осіб — вихідців з Полтавської губернії. Новоутворене поселення об'єдналося з Семенівною і отримало найменування Новопавлівка.
До 1795 року село входило до складу Катеринославського намісництва, у 1795 році — Вознесенської, з кінця 1796 року — Новоросійською, з 1802 року — Херсонського повіту Миколаївської  (з 1803 року — Херсонською) губерній. У 1815 році в селі налічувалось 2088 осіб. У 1820-ті роки Новопавлівка стала волосним центром.
у 1828 році, з утворенням військових поселень, село було віднесене до Бузької уланської дивізії, а з 1832 року отримало назву Новий Буг. Тут розміщувався 3-й уланський полк. У 1840 році сюди переселили багато селян з Київської і Подільської губерній, яких також перетворили на військових поселенців. Постійна військова муштра, роботи на казну, будівництво доріг, мостів, казарм не давали поселенцям можливості займатися своїм господарством. У 1847 році у Новому Бузі налічувалися 643 двори, розміщувалися волосне управління, полковий цейхгауз, декілька казарм, манеж, військові стайні, хлібні магазини, школа сурмачів і кантоністів, шпиталь.
У 1857 році військові поселення були ліквідовані, а жителі Нового Бугу (2557 чоловік), переведені на положення державних селян, отримали по 9,25 десятини землі. Інша земля була віддана в приватне володіння офіцерам-дворянам, що заснували тут свої маєтки.
Вже в першій половині XIX століття в селі налічувалося більше 70 млинів і маслоробень, де застосовувалася наймана праця. Щорічно навесні і осінню проводилися великі ярмарки.

### Статус містечка
З 1860 року Новий Буг (на той час налічувалося 787 подвір'їв  та проживало 5381 осіб) був віднесений до розряду містечок.
Відповідно із законом від 24 листопада 1866 року про поземельне облаштування державних селян жителі Нового Бугу зберегли за собою усі землі, що перебували в їхньому користуванні. За ними закріпили 22 тис. десятини орної землі і сінокосів. За цю землю селяни повинні були платити державну оброчну подать. У 1886 році їх переклали на обов'язковий викуп. Викупні платежі перевищували оброчну подать на 45 відсотків.
У другій половині XIX століття розвиток капіталістичних стосунків в сільському господарстві значно прискорився. 5 місцевих поміщиків, 6 німців-колоністів і 65 заможних господарів у 1880-х роках зосередили у своїх руках понад 10 тис. десятини землі і 70 % худоби. Вони розширювали посіви зернових, зв'язували своє господарство з ринком, отримуючи величезні прибутки.
Капіталістичні господарства відчували потребу в робочій силі, що зумовило виникнення в Новому Бузі великого ринку найму робітників, що приходили сюди з віддалених губерній імперії, а також з усієї України та з Молдови. Лише за два весняно-літні місяці 1898 року через містечко пройшло 3930 осіб, що спрямовувалися у пошуках заробітку у Миколаєві, Херсоні, Кривому Розі. Чимало хто з них залишився батрачити у Новому Бузі і в селах волості. Ряди найманих робітників поповнювали і місцеві селяни, господарства яких приходили в занепад. У 1887 році на 1551 селянське господарство Нового Бугу доводилися усі ті ж 22 тис. десятини землі. Середній урожай зернових не перевищував 30—35 пудів з десятини. Біля третини селянських дворів були безкінними. Через відсутність тяглової сили і інвентарю багато бідняків вимушені були йти батрачити. За важку виснажливу працю в заможних селянських і поміщицьких господарствах чоловіки отримували 40 копійок в день, жінки — 24 копійок, а підлітки — лише 17 копійок. Немало бідняків, не знайшовши роботи, побиралося.
Майже третина прийшлих хворіла на шигельоз (тоді називали дизентерією), туберкульоз та інші інфекційні захворювання. У містечку і селах волості часто спалахували епідемії. При лікувально-продовольчому пункті, відкритому земством для надання допомоги тим, що прибували на заробітки, були невелика амбулаторія, дерев'яний барак, кухня, де готували юшку. У зв'язку з будівництвом у 1870-х роках залізничної лінії Знам'янка — Миколаїв у Новому Бузі була відкрита залізнична станція, де працювали жителі містечка.
Значний розвиток отримали тут дрібні промисли, зокрема виготовлення предметів господарського і домашнього ужитку: килимів, посуд тощо. Наприкінці XIX століття налічувалося 86 дрібних кустарних підприємств. Були 33 хлібних комори, торгували 52 крамниці, у тому числі 7 винних і пивних. Щотижня проводилися великі базари, близько п'яти раз на рік — ярмарки. Діяли місцеве відділення Державного банку і кредитне товариство.
Малоземелля, непосильні податки, експлуатація з боку поміщиків і місцевих підприємців, політичне безправ'я викликали протести трудящих. У 1879—1883 роках притягувалися до відповідальності «за образу особи царя» жителі Нового Буга Р. І. Агей, К. Ф. Мішенін, І. Шинкаренко, І. Артамонов і Є. В. Мамот. У 1898 року помічник новобузького прокурора повідомляв Одеську судову палату, що в містечку і в навколишніх селах отримали поширення чутки про розділ поміщицьких земель.

### Революційні події (1905)
На початку XX століття революційну роботу серед мешканців Нового Бугу почали вести соціал-демократи з Миколаєва, Одеси та Херсона. У ці роки в Новобузької вчительської семінарії створюється політичний гурток, у який входили не лише учителі і учні, але і робітники містечка. Революційна діяльність в масах значно посилилася в період революції 1905 року. У червні 1905 року в одному з донесень місцевої влади начальникові Херсонської поліції говорилося, що в «…Новому Бузі назрівають хвилювання…
Справа обертається таким чином, що украй бажано розквартирувати козацькі сотні». У серпні 1905 року за поширення нелегальної літератури з семінарії були виключені два її вихованці. Одночасно почалися арешти серед робітників. У відповідь на репресії революційно налагоджена молодь 20 жовтня організувала демонстрацію. Поліція знала про підготовку цього виступу, але запобігти йому не змогла. Демонстранти вийшли на вулицю з політичними гаслами, революційними піснями. Закінчився виступ мітингом.
У січні 1906 року в містечко прибула рота солдат Лиманського полку. Гурток, що діяв в семінарії, був розгромлений, члени його заарештовані. Але революційна робота не припинялася. У містечку продовжували поширюватися друкарські листівки Миколаївського комітету РСДРП. У червні поліція заарештувала агітатора з Миколаєва. У серпні у дворі новобузьких селян Климових були виявлені друкарські тексти програми РСДРП, прокламація Миколаївського комітету РСДРП «До усіх селян».
«Ми вирішили, — підкреслювалося в листівці, — податків не платити і нікому повинність не справляти…, усієї найближчої влади виганяти з наших сіл… Тільки кров'ю ми в змозі врятуватися від свавілля уряду, а тому йдемо на битву і добудемо собі усю землю і усю волю».
Після поразки революції 1905—1907 років положення трудящих містечка ще більше погіршало. Згідно з подвірними списками Херсонської повітової землевпоряджувальної комісії у 1907 року Новобузька сільська громада складалася з 1942 господарств. За нею було закріплено 25 тис. десятини землі. Члени общини мали понад 4,2 тис. коней, 80 волів, 2144 корови.
Проте земля і худоба розподілялися нерівномірно: на кожне з 1200 селянських господарств доводилося в середньому по 10—15 десятин землі і по 2—4 голови робочої худоби, понад 300 — користувалися 1—4 десятинами землі, 13 дворів були безземельними, 533 — безкінними. Число бідняцьких господарств збільшувалося. Знедолені, у кінець такі, що розорилися малоземельні селяни здавали в оренду заможнішим хазяям свої земельні наділи і наймалися до орендарів у батраки.
Число господарств заможних селян напередодні столипінської аграрної реформи становило близько 200, кожне таке господарство розташовувало 30 і більше десятиною землі і 10—15 головами робочої худоби.
Столипінська реформа сприяла подальшому росту і зміцненню сільської буржуазії і зубожінню основної маси селянства. 69 заможним господарям виділили 1640 десятини землі. Багато заможних господарств збільшили свої земельні наділи до 200 і більше десятини за рахунок бідняків, що розорилися. Найбільш великому з них належало 729 десятини землі. Багато безземельних селян вимушені були залишати рідні місця і переселятися в східні райони країни. У 1911 року з Нового Бугу, виїхало 20 сімей.

### Напередодні Першої світової війни
Напередодні Першої світової війни в Новому Бузі налічувалося 18 тис. жителів. Основну масу населення становили селяни. Окрім тих, що діяли тут 86 дрібних кустарних підприємств, у 1902—1903 роках побудовані дві парові млини, у 1911 році — цегельно-черепичний завод. На усіх цих підприємствах було зайнято понад 100 найманих робітників. Вантажообіг Новобузької залізничної станції на початку XX століття досяг 4 млн пудів хліба. У містечку працювали друкарня, готель, фотоательє. Населення фактично не отримувало кваліфікованої медичної допомоги.
З 1867 року на усю волость діяв один фельдшерський пункт, лише у 1880 році була відкрита лікарня на 10 ліжок. З 1880-х до 1917 років у Новому Бузі 16 разів лютувала епідемія холери. У 1888 році захворіло 56 % жителів. З тисячі новонароджених щорічно помирало до 280 дітей.
У 1859 році в Новому Бузі почала працювати перша прихідська школа. Через три роки її перетворили в двокласну міністерську школу з недільними курсами для дорослих, у 1875 році в ній навчалися 111 хлопчиків і 7 дівчаток. У 1872 році земство відкрило в містечку ремісниче училище з шевським і столярним відділеннями. На початку XX століття в містечку діяли вже 4 земських і 3 церковноприхідських школи на 400 місць. У 1911 році кількість учнів в них зросло до 850, але і тоді навчанням було охоплено лише 40 % дітей шкільного віку.

### Культурний розвиток
У 1874 році відкрилася вчительська семінарія. За дореволюційний час семінарія підготувала понад тисячу учителів початкової школи. Серед її випускників були український радянський педагог і діяч просвіти Чепіга-Зеленкевич Яків Феофанович (1875—1938) і український видавець, засновник першого в Україні педагогічного журналу «Світло» (видавався в Києві у 1910—1914 роках) Г. Ф. Шерстюк (1882—1911). При семінарії функціонував самодіяльний театр, на сцені якого ставилися п'єси Миколи Гоголя, Івана Котляревського, Марко Кропивницького, Олександра Островського, Івана Тобілевича (Карпенко-Карого), а також місцевих авторів. У 1907 році колектив самодіяльного театру налічував понад 80 учасників. Для виступів був побудований дерев'яний літній театр на 800 місць. Трупа театру, яка стала центром зосередження культурно-освітніх сил Нового Бугу, часто виїжджала на гастролі в міста і села Херсонської та інших губерній України, пропагуючи передові демократичні ідеї. У 1913 році артист І. А. Ставицький за виконання сатиричних куплетів, у яких висміював царя, його сатрапів і критикував самодержавство, притягувався до кримінальної відповідальності.

### Статус районного центру
У березні 1923 року Новий Буг, який нараховував тоді 16,5 тисяч жителів (15926 з сільрадами), з волосного став районним центром. До складу району ввійшли території Новобузької, Антонівської, Новополтавської, Полтавської, Новопавлівської (Новопавлівка), Явкинської, Єфінгарської (Єфінгар — село Плющівка) і Горожанської волостей. В районі було 65 населених пунктів і 20 сільських рад. Найбільшими були Полтавська (Полтавка, нині Баштанка) — 7265 душ, Новосільська (Новосілля) — 5690 осіб і Явкинська — 4815 осіб. 
На території міста Нового Бугу було три сільських ради.
З 1956 р. смт.

### Друга світова війна
13 серпня 1941 року німецькі війська наблизилися до Нового Бугу. Їхній наступ стримували частини 169-й стрілецької дивізії 18-ї армії. Вночі радянські війська залишили місто Новий Буг.
Помітною була діяльність українських патріотів у Миколаївській області. Після окупації німцями Миколаївщини, сюди прибуло кілька роїв підпільників Південної Похідної групи під керівництвом М. Сидора — «Чарторийського». Одразу ж було закладено підпільну мережу у районному центрі Новий Буг і навколишніх селах. Керівником підпілля на Миколаївщині «Довбушем» було налагоджено обслуговування важливої зв'язкової лінії ОУН через Миколаїв і Херсон до Маріуполя.

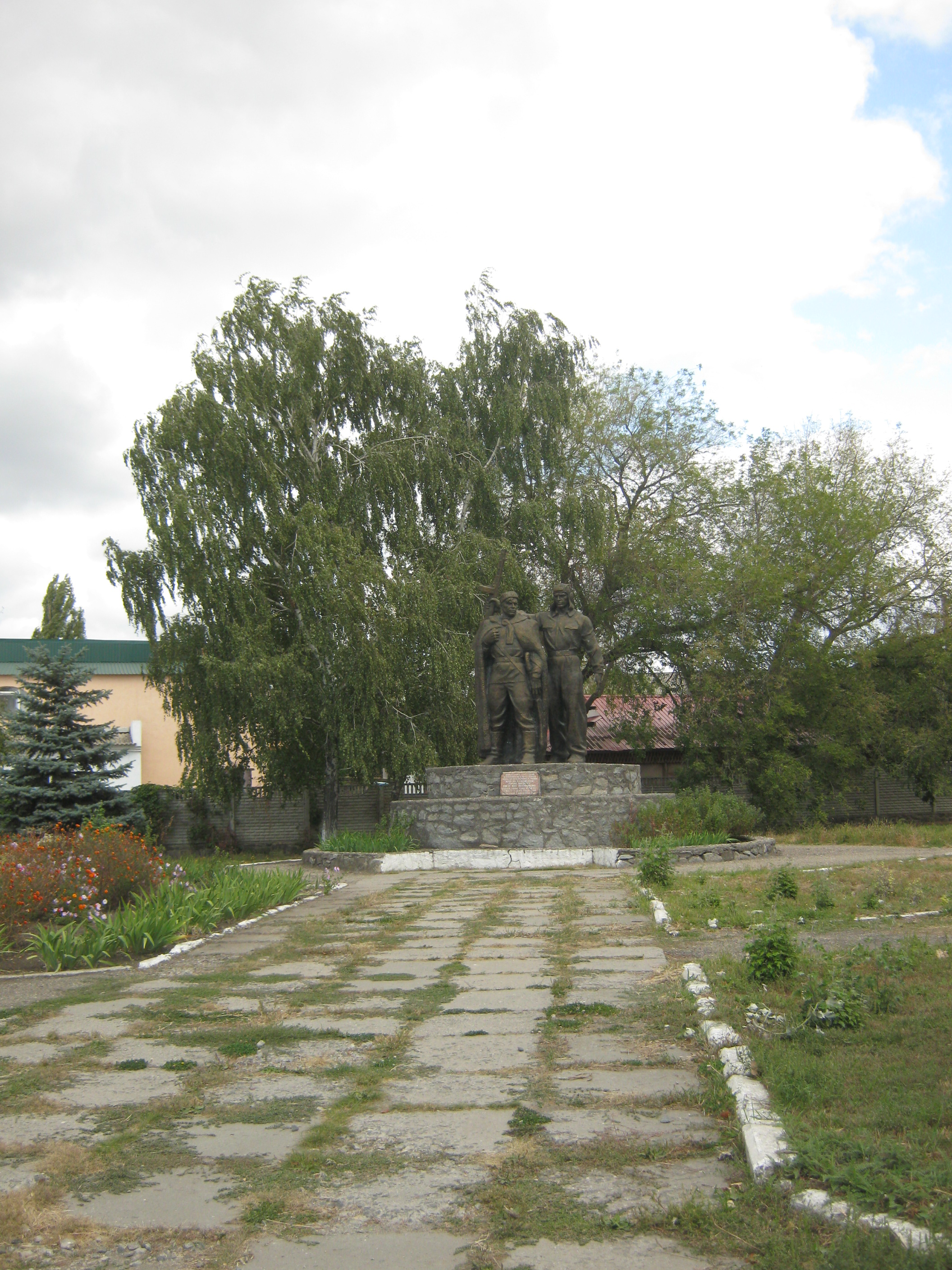
Меморіал воякам, полеглим у німецько-радянській війні

Новий Буг звільнено від німецьких військ військами 3-го Українського фронту під командуванням генерала армії Родіона Малиновського. Ці ж війська відбили у німців центральні та південно-східні райони Миколаївської області. 57-а гвардійська Лозовська, Новобузька Червонопрапорна, орденів Суворова, Богдана Хмельницького стрілецька дивізія. На Миколаївщині дивізія зіграла значну роль у Березнегуватсько-Снігурівській операції. За відбиття м. Новий Буг отримала почесне звання «Новобузька». Відбила у німців також села: Вільне Запоріжжя, Симонівку Новобузького району, Маліївку Березнегуватського району, села Діброва, Новосергіївку, хутір Веселий, хутір Рози Люксембург. У наступні дні полки дивізії вели бої за Новоолександрівку, Мар'ївку. 16 березня року 172-й ГСП заволодів Лоцкіно і розгромив німецького ворога біля Н. Данцига (Виноградівки), а також визволив Михайлівку, Новомихайлівку. 18—23 березня дивізія відбила у німців Сильвестрівку, Новоматвіївку, Новокрасовське, Кандибіно, Піски. 27 березня дивізія переправилася через Південний Буг із Нової Одеси на Андріївку-Арделево.

### У Незалежній Україні

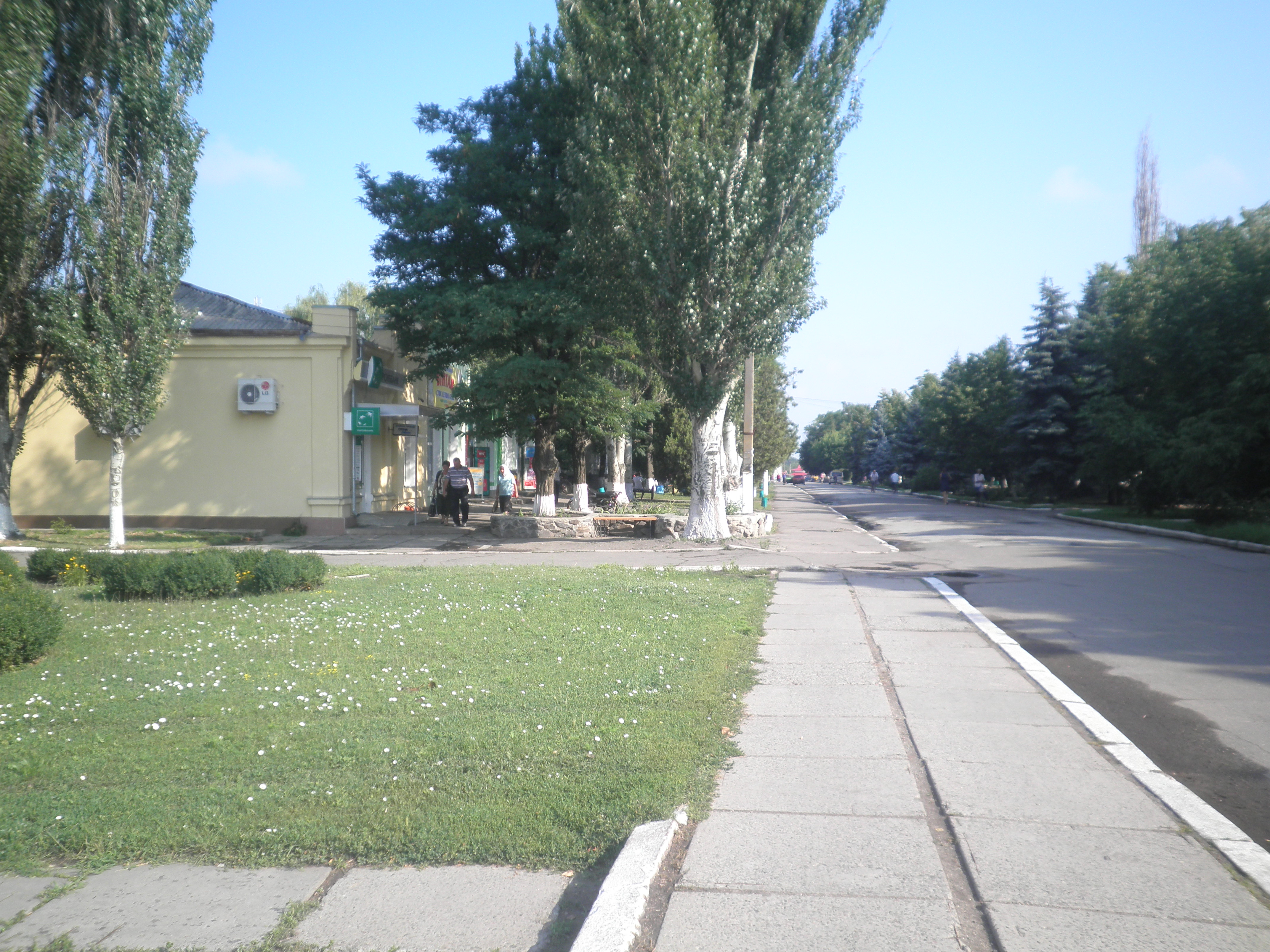
Одна з вулиць Нового Бугу

23 січня 2015 року у місті демонтовано пам'ятник Леніну.
7 серпня 2018 року, шляхом об'єднання Новобузької міської ради та Новомихайлівської сільської ради Новобузького району, утворена Новобузька міська громада.
17 липня 2020 року, в результаті адміністративно-територіальної реформи та ліквідації Новобузького району, місто увійшло до складу Баштанського району.

## Населення
| 1923   | 1939   | 1959   | 1970   | 1979   | 1989   | 2001   | 2006   | 2011   | 2016   | 2021   |
| ------ | ------ | ------ | ------ | ------ | ------ | ------ | ------ | ------ | ------ | ------ |
| 14 659 | 11 882 | 15 354 | 14 894 | 16 109 | 17 553 | 16 250 | 15 795 | 15 686 | 15 574 | 15 003 |

### Національний склад
Національний склад населення за даними перепису 2001 року:
| Національність  | Відсоток |
| --------------- | -------- |
| українці        | 93,38%   |
| росіяни         | 4,38%    |
| молдовани       | 0,66%    |
| білоруси        | 0,59%    |
| вірмени         | 0,51%    |
| інші/не вказали | 0,48%    |

### Мовний склад
Рідна мова населення за даними перепису 2001 року:
| Мова            | Чисельність, осіб | Доля   |
| --------------- | ----------------- | ------ |
| Українська      | 15 303            | 94,46% |
| Російська       | 708               | 4,37%  |
| Вірменська      | 72                | 0,44%  |
| Румунська       | 66                | 0,41%  |
| Білоруська      | 31                | 0,19%  |
| Німецька        | 2                 | 0,01%  |
| Болгарська      | 1                 | 0,01%  |
| Польська        | 1                 | 0,01%  |
| Інші/Не вказали | 16                | 0,10%  |
| Разом           | 16 200            | 100%   |

| українська мова | російська | вірменська | молдовська |
| --------------- | --------- | ---------- | ---------- |
| 94,46 %         | 4,37 %    | 0,44 %     | 0,41 %     |

## Освіта

### Новобузька гімназія
Новобузька гімназія — загальноосвітній навчальний заклад II—ІІІ ступенів Новобузької районної ради Миколаївської області.

## Місто-партнер
- Болехів, Україна (2025)[10]

## Особистості

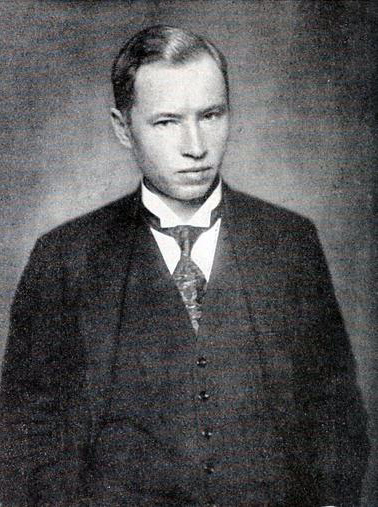
педагог і письменник — Спиридон Черкасенко

Уродженці Нового Бугу:
- Спиридон Черкасенко — український письменник, поет, драматург і педагог.
- Коваленко Віталій Петрович (1940—2011) — український науковець, доктор сільськогосподарських наук, професор, член-кореспондент Національної академії аграрних наук України, академік  Академії вищої школи України, заслужений діяч науки і техніки України.
- Дуда Анатолій Іванович (нар. 1946) — український співак (ліричний тенор) і педагог, професор (2006), народний артист України (1999).
- Гуляк Олег Вікторович — генерал-майор. Начальник Одеської військової академії.
- Хаскінд Макс Данилович (1913—1963) — радянський учений у галузі гідродинаміки.
- Волков Володимир Анатолійович (1976—2019) — молодший сержант Збройних сил України, учасник російсько-української війни[11].

З Новобузьким районом пов'язано життя п'яти Героїв Радянського Союзу:
- Мар'яновського Мойсея Фроїмовича
- Михлика Василя Ілліча
- Москаленка Михайла Іларіоновича
- Цибулька Василя Федосійовича
- Яшина Миколи Івановича
- Мигуна Петра Семеновича — кавалера ордена Слави трьох ступенів;

- дванадцяти Героїв Соціалістичної Праці:
  - Кучеренко Роман Микитович;
  - Осадча Ганна Терентіївна;
  - Курдіяш Ксенія Андріївна;
  - Повстян Семен Тимофійович;
  - Терехов Михайло Федорович;
  - Мазін Борис Германович;
  - Кузьома Михайло Ілліч;
  - Фейчер Іван Микитович;
  - Рибак Олександр Гаврилович;
  - Дуда Федора Костянтинівна;
  - Пономар Ніна Лаврентіївна;
  - Дергачов Іван Семенович.

- Кавалерів декількох орденів Діану Федорівну Поліщук, Ніну Афанасіївну Усенко, Катерину Миколаївну Ситник та багатьох інших невтомних трударів. Літераторів Івана Спиридоновича Черкасенка, Степана Андрійовича Крижанівського, Леоніда Васильовича Куліченка, Анатолія Ластовецького. Контр-адмірала Петра Оникійовича Пащенка, генерал-майора Арона Шавельєвича Шифріна, бригадного комісара Михайла Никифоровича Пожидаєва, легендарного командира роти десантників Євдокію Миколаївну Завалій. Художника Анатолія Григоровича Сліпкова, скульптора В. X. Федченка, доктора геологічних наук, професора І. Я. Яцка, доктора біологічних наук Віталія Петровича Коваленка.